# Ben 10: Alien Swarm
Ben 10: Alien Swarm is een Amerikaans-Canadese sciencefiction-televisiefilm, gebaseerd op de animatieserie Ben 10: Alien Force. Het is de tweede live-actionfilm gebaseerd op de Ben 10-franchise, en de derde film in totaal. De film debuteerde op 25 november 2009 op Cartoon Network.
Alex Winter is net als bij de vorige filmregisseur en producent. Het script is geschreven door John Turman. Het verhaal van de film speelt tussen de series Alien Force en Ultimate Alien.

## Verhaal
Ben, Gwen en Kevin zijn in gesprek met een groep dealers, die op de zwarte markt buitenaardse nanotechnologie verkopen. Een van hen is Elena, een jeugdvriend van Ben en Gwen en een van de kinderen van de Plumbers. Ze heeft de onderhandeling in scène gezet om Ben naar zich toe te lokken. Haar vader schijnt te zijn ontvoerd door aliens en ze heeft Bens hulp nodig.
Direct nadat Elena is uitgesproken, proberen de andere dealers en een mysterieuze man Ben, Gwen en Kevin te vangen. Ben kan hen verjagen als Big Chill. Kevin vermoedt dat Elena hen heeft geprobeerd te verraden. Gwen steunt dit vermoeden. Het trio reist af naar het Plumbers-hoofdkwartier om de nanochips van de dealers te laten onderzoeken door Max. De chips blijken een mix te zijn van organische en technologische componenten. Hij vertelt Ben, Gwen en Kevin meer over Elena; haar vader, Victor Validus, was een leerling van Max, maar werd oneervol ontslagen nadat hij enkele van de originele nanochips had gestolen. Mogelijk zit Elena nu achter deze nieuwe Chips aan.
Gwen en Kevin ontdekken een oude video over Victors ondervraging destijds, waarin ze hem de plumbers horen waarschuwen voor “The Hive”; het brein achter de chips. Hierop besluiten ze op zoek te gaan naar Elena. Ben vindt haar eerst en gaat met haar naar Victors oude laboratorium. Dit blijkt te zijn leeggehaald. Wel bevinden zich er enkele mensen, die al onder invloed zijn geraakt van de chips. Gwen en Kevin vinden ondertussen het gebouw van waaruit de chips worden gedistribueerd. De twee zijn te laat om de distributie tegen te houden, en worden aangevallen door een zwerm van chips. Ben arriveert net op tijd en verslaat de zwerm als Humongousaur.
Tegen de tijd dat de groep weer terugkeert bij het hoofdkwartier, blijken de chips al wereldwijd te zijn verspreid. De enige manier om ze te stoppen is door het centrale brein achter de chips te vernietigen. De groep ontdekt dat dit brein zich mogelijk bevindt in het afgelegen plaatsje Barren Rock, daar de concentratie chips daar het hoogst is.
Aangekomen in Barren Rock blijkt hun vermoeden juist. De Hive-koningin, het brein achter de chips, blijkt zich in een fabriek te bevinden. Ook Elena’s vader is daar. Hij wordt door de koningin gedwongen om aan de lopende band meer chips te maken. Ben verandert in een nieuwe alien die hij Nanomech noemt, en die is ontstaan door het DNA van de chips te scannen. Hij betreedt Victors lichaam en bevecht de koningin terwijl Gwen, Kevin en Elena de drones in de fabriek bevechten. Nanomech verslaat de koningin en breekt zo de macht van de chips.

## Rolverdeling
| Acteur             | Personage              |
| ------------------ | ---------------------- |
| Ryan Kelley        | Ben Tennyson           |
| Galadriel Stineman | Gwen Tennyson          |
| Nathan Keyes       | Kevin Levin            |
| Alyssa Diaz        | Elena                  |
| Barry Corbin       | Max Tennyson           |
| Herbert Siguenza   | Victor Validus         |
| Dee Bradley Baker  | Big Chill, Humangosaur |

## Prijzen en nominaties
- In 2010 werd Ben 10: Alien Swarm door de Art Directors Guild genomineerd voor een “Excellence in Production Design Award”.
- Datzelfde jaar werd de film genomineerd voor een VES Award in de categorie Outstanding Visual Effects in a Broadcast Miniseries, Movie or a Special.